# Dubeninki (plaats)

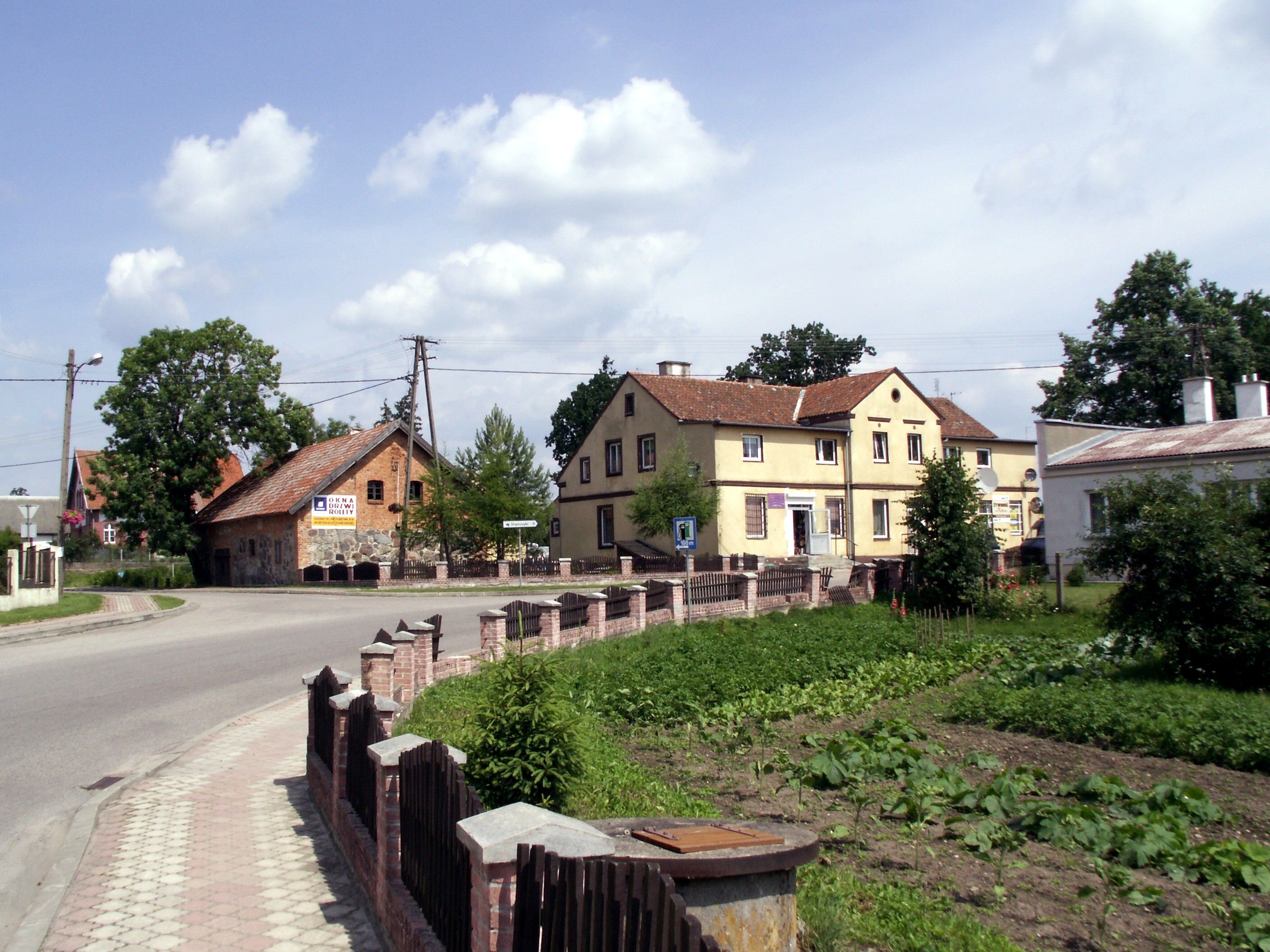

Dubeninki (Duits: Dubeningken) is een dorp in het Poolse woiwodschap Ermland-Mazurië, in het district Gołdapski. De plaats maakt deel uit van de gemeente Dubeninki en telt 962 inwoners.